# 平成20年度全国高等学校総合体育大会
平成20年度全国高等学校総合体育大会（へいせい20ねんどぜんこくこうとうがっこうそうごうたいいくたいかい）は、2008年（平成20年）7月から2009年（平成21年）2月にかけて行われた全国高等学校総合体育大会である。
実施33競技のうち、29競技による夏季大会が2008年7月28日 - 8月20日を開催期間として埼玉県で、冬季大会の4競技が競技種目ごとに下記開催地および開催期間にてそれぞれ実施された。

## 夏季大会
夏季大会は、2008年7月28日から8月20日まで埼玉県などで開催された。大会愛称は彩夏到来08埼玉総体、大会スローガンは「限界を超え 飛びたつ君よ 永遠の風になれ」。総合開会式は7月28日にさいたまスーパーアリーナで行われた。
関東ブロック北部での開催年にあたっていたが、埼玉県単独主催となった（ヨット会場のみ東京都）。

### 概要
- 主催：公益財団法人全国高等学校体育連盟、埼玉県、埼玉県教育委員会、関係全国中央競技団体
- 後援：文部科学省、公益財団法人日本体育協会、日本放送協会（NHK）
- 協賛：コカ・コーラ

### 実施競技・会場一覧
- 陸上競技（男女）（熊谷スポーツ文化公園陸上競技場）
- レスリング（男）（大東文化大学東松山校舎総合体育館）
- 体操
  - 体操競技（男女）（熊谷スポーツ文化公園彩の国くまがやドーム体育館）
  - 新体操（男女）（埼玉県立武道館）
- 弓道（男女）（川越運動公園総合体育館）
- 水泳
  - 競泳（男女）（川口市青木町公園総合運動場プール）
  - 飛込（男女）（同上）
  - 水球（男）（埼玉県営大宮公園水泳競技場）
- テニス（男女）（埼玉県営大宮第二公園テニス場・さいたま市天沼テニス公園）
- バスケットボール
  - （男）（深谷市総合体育館・深谷市民体育館・深谷第一高校・正智深谷高校・東京成徳大深谷高校）
  - （女）（本庄総合公園体育館・本庄市児玉総合公園体育館・本庄高校）
- 登山（男女）（白泰山系・両神山系・白岩山系）
- バレーボール
  - （男）（所沢市民体育館・所沢北高校・所沢高校）
  - （女）（川越運動公園総合体育館・尚美学園大学・川越高校・川越初雁高校・城北埼玉高校）
- 自転車競技（男）
  - トラック（埼玉県営大宮公園双輪場）
  - ロード（秩父市・小鹿野町特設ロードコース）
- 卓球（男女）（春日部市総合体育館）
- ボクシング（男）（獨協大学35周年記念館）
- ソフトテニス（男女）（川口市青木町公園総合運動場庭球場・川口総合高校）
- ホッケー（男女）（飯能市阿須ホッケー場・飯能市美杉台公園多目的グラウンド・駿河台大学ホッケー場）
- ハンドボール
  - （男）（和光市総合体育館・朝霞市立総合体育館・朝霞高校）
  - （女）（三郷市総合体育館・八潮市立鶴ヶ曽根体育館・吉川市総合体育館）
- ウエイトリフティング（男）（さいたま市記念総合体育館）
- サッカー（男）（埼玉スタジアム2002・さいたま市駒場スタジアム・NACK5スタジアム大宮・秋葉の森総合公園サッカー場・レッズランド・越谷市立しらこばと運動公園競技場）
- ヨット（男女）（東京都立若洲海浜公園ヨット訓練所）
- バドミントン
  - （男）（所沢市民体育館・所沢市民武道館・所沢高校）
  - （女）（所沢市民体育館・所沢西高校・所沢北高校）
- フェンシング（男女）（新座市民総合体育館）
- ソフトボール
  - （男）（坂戸市民総合運動公園軟式球場・第2多目的運動場）
  - （女）（吹上総合運動場ソフトボール場・軟式野球場・上谷総合公園フラワースタジアム・多目的グラウンド）
- 空手道（男女）（行田市総合体育館）
- 相撲（男）（秩父市文化体育センター）
- アーチェリー（男女）（はらっパーク宮代多目的広場）
- 柔道（男女）（埼玉県立武道館）
- なぎなた（女）（入間市市民体育館）
- ボート（男女）（戸田ボートコース）
- カヌー（男女）（行幸湖特設カヌー競技場）
- 剣道（男女）（越谷市立総合体育館）

### Kizuna活動・動画配信
前年の2007青春・佐賀総体から本格的に取り組みが行われた、地元の高校生が何らかの形で大会の運営にかかわる「一人一役運動」が発展。今大会からは「Kizuna活動」の名称が本格的に用いられることになった。
また、動画配信についても「Kizuna活動」に組み込まれ、大会に飲料を提供しているコカ・コーラグループなどがスポンサーとなって特定NPO法人が作られ、著作権管理等の体制を強化したうえで配信を行った。仕組みとしては、Yahoo!動画などの無料動画配信サービスと同じく、本編の前後に協賛スポンサーのCMが流される。

### 中継放送
この大会とほぼ同時期に、第90回全国高等学校野球選手権記念大会が例年より早く、8月2日にスタート。そして8月8日から24日まで、北京オリンピックが開催された。
このため、例年NHKが行っているテレビ中継は、オリンピックが最優先され、期間中高校野球は教育テレビでの放送が多くなった。その影響をまともに受けたのは後半に行われる競泳競技で、例年行われている開催中の放送は一切無く、五輪最終日に4日間の競技のダイジェスト版という形で録画放送された。なお、五輪開始前は、ほぼ例年通りに放送された。

## 冬季大会
平成20年度全国高等学校総合体育大会では、2008年（平成20年）12月から2009年（平成21年）2月にかけてスキー、スケート・アイスホッケー、ラグビーフットボール、駅伝の4競技が冬季大会として開催された。

### スキー大会
スキー大会は、第58回全国高等学校スキー大会として2009年2月2日 - 2月6日に長野県白馬村で開催された。スローガンは、「白銀の白馬で 燃やせ闘志 つかめ我が夢」。

#### 概要
- 主催：財団法人全国高等学校体育連盟、財団法人全日本スキー連盟、長野県、長野県教育委員会、白馬村、白馬村教育委員会
- 後援：文部科学省、財団法人日本体育協会、日本放送協会、財団法人長野県体育協会、白馬村体育協会
- 主管：財団法人全国高等学校体育連盟スキー専門部、長野県高等学校体育連盟、財団法人長野県スキー連盟、白馬村スキークラブ
- 協賛：コカ・コーラ

#### 実施競技・会場一覧
| 競技名 | 競技名                   | 競技名 | 会場地 | 会場                                              |
| ------ | ------------------------ | ------ | ------ | ------------------------------------------------- |
| スキー | アルペン                 |        | 白馬村 | 白馬岩岳スキー場                                  |
| スキー | クロスカントリー         |        | 白馬村 | 白馬クロスカントリー競技場                        |
| スキー | スペシャルジャンプ       |        | 白馬村 | 白馬ジャンプ競技場                                |
| スキー | ノルディックコンバインド |        | 白馬村 | - 白馬ジャンプ競技場 - 白馬クロスカントリー競技場 |

### ラグビーフットボール大会
ラグビーフットボール大会は、第88回全国高等学校ラグビーフットボール大会として2008年（平成20年）12月27日 - 2009年（平成21年）1月7日に大阪府東大阪市の花園ラグビー場、花園中央公園多目的球技広場で開催された。

### 駅伝大会
駅伝競走大会は、男子第59回女子第20回全国高等学校駅伝競走大会として2008年（平成20年）12月21日に京都府京都市の京都市西京極総合運動公園陸上競技場発着、国立京都国際会館折り返しコースで開催された（開会式・表彰式は京都市体育館で実施）。